# سوسا (تشيبا)
مدينة سوسا (بالإنجليزية: Sōsa)‏ هي إحدى المدن التابعة لولاية تشيبا. تأسست رسميًا في 23/01/2006. ويقدر عدد سكانها بـ 41361 نسمة حسب تقدير مكتب الإحصاء الياباني لعام 2012. تبلغ مساحة سوسا 101.78 كم2. بكثافة سكانية تبلغ 406 نسمة/كم2.